# Triunghiul omotricipital

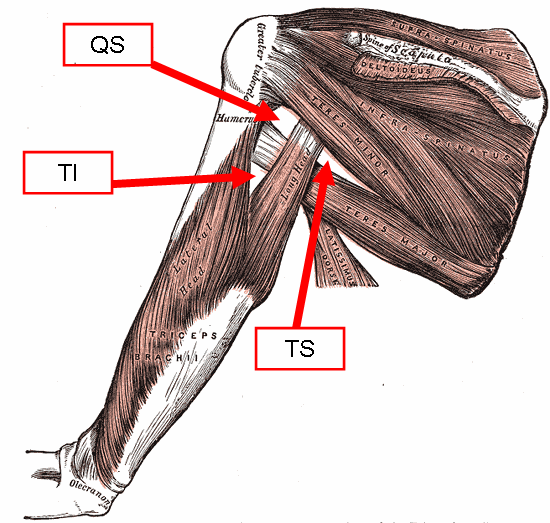
Mușchiul rotund mare și raporturile sale:
QS - Patrulaterul humerotricipital
TS - Triunghiul omotricipital
TI - Spațiul rondohumerotricipital

Triunghiul omotricipital sau spațiul birondotricipital, spațiul triunghiular omotricipital, trigonul birondo-tricipital (Spatium axillare mediale) este un spațiu aflat medial în triunghiul birondohumerotricipital al axilei și este delimitat inferior de mușchiul rotund mare (Musculus teres major), superior de mușchiul rotund mic (Musculus teres minor) și lateral de capul lung al tricepsului (Caput longum musculi tricipitis brachii). Prin acest triunghi trece dinainte-înapoi artera circumflexă a scapulei (Arteria circumflexa scapulae).